# Atlético Petróleos do Huambo
Maillots
Le Petro Atlético do Huambo est un club de football angolais basé à Huambo.